# 含山県
含山県（がんざん-けん）は中華人民共和国安徽省馬鞍山市に位置する県。

## 行政区画
- 鎮:環峰鎮、運漕鎮、銅閘鎮、陶廠鎮、林頭鎮、清渓鎮、仙蹤鎮、昭関鎮